# Rita Wilden
Rita Wilden (* 9. Oktober 1947 in Leipzig als Rita Jahn) ist eine ehemalige, für die Bundesrepublik Deutschland startende Leichtathletin und Olympiateilnehmerin, die als Sprinterin erfolgreich war.

## Werdegang
Rita Jahn kam mit sieben Jahren mit ihren Eltern nach Alsdorf, wo sie bis zum 23. Lebensjahr wohnen blieb, zur Schule ging und eine kaufmännische Lehre absolvierte. Angeregt durch ihren älteren Bruder begann sie mit 15 Jahren aktiv mit dem Laufsport und trat der Leichtathletikabteilung der Alemannia Aachen bei. Schnell traten erste überregionale Erfolge ein und sie wurde 1964 Deutsche Jugend-Meisterin im 100-Meter-Lauf. Vier Jahre später erreichte sie in dieser Disziplin, nun aber in der Frauenklasse, den zweiten Platz bei den Deutschen Meisterschaften und wurde zudem erstmals Deutsche Meisterin im 200-Meter-Lauf, womit sie die Qualifikation für die Olympischen Sommerspiele 1968 in Mexiko erfüllte. Hier kam sie jedoch nicht in die Endläufe.
Nachdem Rita Jahn 1969 ihren Erfolg als Deutsche Meisterin im 200-Meter-Lauf hatte wiederholen können, gewann sie bei den Europameisterschaften 1969 Silber in der 4-mal-100-Meter-Staffel. Anschließend zog sie nach Leverkusen, heiratete dort einen Herrn Wilden und wechselte ab der Saison 1970 zum TuS 04 Leverkusen. Unter ihrem neuen Trainer Gerd Osenberg erreichte sie den Höhepunkt ihrer Karriere.
Nach einem sechsten Platz bei den Europameisterschaften 1971 im 200-Meter-Lauf wechselte Rita Wilden in der Folgezeit auf die 400-Meter-Strecke. Bereits ein Jahr später gewann sie in dieser Disziplin bei den Olympischen Spielen 1972 in München die Silbermedaille hinter der DDR-Starterin Monika Zehrt und vor der US-Amerikanerin Kathy Hammond. In der erstmals für Frauen bei Olympischen Spielen ausgetragenen 4-mal-400-Meter-Staffel wurde sie mit der Staffel der Bundesrepublik Deutschland Dritte (3:26,5 min, zusammen mit Anette Rückes, Inge Bödding und Hildegard Falck) hinter den Mannschaften der DDR (Gold) und der USA (Silber). Zwei Jahre später holte sie bei den Europameisterschaften 1974 Bronze über 400 Meter (50,88 s).
Für die Olympischen Spiele 1976 qualifizierte sie sich erneut, wurde jedoch nur Fünfte mit der 4-mal-400-Meter-Staffel und schied in der Einzelwertung des 400-Meter-Laufes im Halbfinale aus.
Insgesamt wurde Rita Wilden-Jahn in den Jahren 1968, 1969 und 1971 dreimal Deutsche Meisterin im 200-Meter-Lauf sowie von 1972 bis 1976 fünfmal in Folge Deutsche Meisterin im 400-Meter-Lauf. Darüber hinaus wurde sie 1976 Hallen-Europameisterin im 400-Meter-Lauf.
Für ihre sportlichen Leistungen erhielt Rita Wilden am 11. September 1972 das Silberne Lorbeerblatt. 1976 wurde ihr der Rudolf-Harbig-Gedächtnispreis verliehen.